# Municipio de Addison (Dakota del Norte)
El municipio de Addison (en inglés: Addison Township) es un municipio ubicado en el condado de Cass en el estado estadounidense de Dakota del Norte. En el año 2010 tenía una población de 91 habitantes y una densidad poblacional de 0,98 personas por km².

## Geografía
El municipio de Addison se encuentra ubicado en las coordenadas 46°45′37″N 97°6′57″O / 46.76028, -97.11583. Según la Oficina del Censo de los Estados Unidos, el municipio tiene una superficie total de 93.17 km², de la cual 93,17 km² corresponden a tierra firme y (0 %) 0 km² es agua.

## Demografía
Según el censo de 2010, había 91 personas residiendo en el municipio de Addison. La densidad de población era de 0,98 hab./km². De los 91 habitantes, el municipio de Addison estaba compuesto por el 98,9 % blancos, el 1,1 % eran afroamericanos. Del total de la población el 0 % eran hispanos o latinos de cualquier raza.